# Weitbruch
Weitbruch (Wibruech in dialetto alsaziano) è un comune francese di 2 738 abitanti situato nel dipartimento del Basso Reno nella regione del Grand Est.

## Società

### Evoluzione demografica
Abitanti censiti